# Jabłonka
Jabłonka è un comune rurale polacco del distretto di Nowy Targ, nel voivodato della Piccola Polonia.
Ricopre una superficie di 213,28 km² e nel 2004 contava 16 796 abitanti.